# Aeroporto Nerlerit Inaat
O Aeroporto Nerlerit Inaat (em gronelandês: Mittarfik Nerlerit Inaat e em dinamarquês: Constable Pynt Lufthavn) é um aeroporto no município de Sermersooq, costa este da Gronelândia, situado a aproximadamente 40 km a noroeste de Ittoqqortoormiit. Possui uma pista de cascalho com 1000 metros de comprimento.

## Linhas aéreas e destinos
A Air Greenland faz voos de helicóptero do Aeroporto Nerlerit Inaat para Ittoqqortoormiit e a Air Iceland faz voos de avião do Aeroporto Nerlerit Inaat para o Aeroporto de Kulusuk e para o Reiquejavique.

## Mudança
O aeroporto poderá ser reconstruído para um novo sítio em Liverpool Terra, mais próximo de Ittoqqortoormiit, a sul, eliminando assim a necessidade de transferências de helicópteros.